# 小行星21639
小行星21639（21639 Davidkaufman）是一颗绕太阳运转的小行星，为主小行星带小行星。该小行星于1999年7月14日发现。

## 轨道参数
小行星21639的轨道半长轴为2.2715825 UA，离心率为0.118。